# خسوس الفارو
خسوس الفارو (انگلیسی: Jesús Alfaro؛ زادهٔ ۲۴ ژوئن ۱۹۹۱) بازیکن فوتبال اهل اسپانیا است.
از باشگاه‌هایی که در آن بازی کرده‌است می‌توان به باشگاه فوتبال رئال مورسیا و باشگاه فوتبال رئال ساراگوسا اشاره کرد.